# Friedrich-Wilhelm Deutsch
Friedrich-Wilhelm Deutsch (Stolzenhagen, 25 settembre 1895 – Wesel, 27 marzo 1945) è stato un generale tedesco della Wehrmacht durante la seconda guerra mondiale.

## Biografia
Il 10 agosto 1914, subito dopo l'inizio della prima guerra mondiale, Deutsch si offrì volontario nel 9º battaglione pionieri dello Schleswig-Holstein, schierato sul fronte occidentale. Deutsch ottenne il grado di tenente e poi di capo plotone, venendo insignito nel conflitto di entrambe le classi della Croce di Ferro e della croce al merito militare di Meclemburgo di II classe.
Dopo la fine della guerra e la smobilitazione del suo battaglione il 30 settembre 1919, Deutsch si ritirò dall'esercito e si unì al reggimento di volontari "von Oven" col quale rimase sino al settembre 1920. Nell'ottobre del 1921 venne richiamato in servizio nel Reichswehr come ufficiale del 2º reggimento di artiglieria ove rimase sino al marzo del 1925. Dall'aprile 1925 al 1926 fu ufficiale di compagnia nel 2º battaglione dei pionieri di stanza a Stettino.
Nel 1926 fu delegato a studiare presso il Politecnico di Charlottenburg dove si laureò nel 1931 in ingegneria. Prestò quindi brevemente servizio nel 2º reggimento di artiglieria e dal 1931 presso il ministero della difesa a Berlino, impiegato presso il dipartimento delle munizioni. Nel 1933 venne trasferito a Stettino come comandante del locale dipartimento autieri, nel quale prestò servizio sino al maggio del 1935, tornando poi in servizio attivo all'esercito.
Il 1 aprile 1936 entrò a far parte dell'aviazione tedesca rimanendo, sino alla fine di agosto del 1943 come consulente presso il ministero dell'aviazione del Reich. Il 1º settembre 1943, Deutsch fu nominato comandante del 25º reggimento Flak, a cui fu affidata la difesa aerea della grande area di Hannover. Egli fu responsabile dei reparti antiaerei pesanti n. 461, 521, 801, 428 (contraerea ferroviaria) e del reparto antiaereo leggero 871. Nel gennaio del 1944, venne nominato comandante del Flak Group Halle-Merseburg (Flak Regiment 33), divenendo così responsabile della difesa delle aree industriali nell'area di Halle e della difesa delle locali raffinerie. Il 30 aprile 1944, Deutsch venne nominato comandante della 16ª divisione Flak, mantenendola sino a quando questa non passò al VI. Flak Corps il 9 febbraio 1945, sul fronte occidentale, combattendo tra le altre nella battaglia di Arnhem. Il 10 febbraio 1945, Deutsch fu trasferito al Luftwaffen-Kommando ad ovest, dove fu nominato comandante di Wesel nel marzo 1945. Cadde sul campo il 27 marzo 1945.